# Olympia (Washington)
Olympia je hlavní město státu Washington a okresní město Thurston County. Bylo včleněno 28. ledna 1859. Podle sčítání lidu v roce 2010 mělo 46 478 obyvatel. Rozloha města je 48 km², z toho 43,3 km² zabírá pevnina a 4,7 km² (9,77 %) voda.

## Demografie
Podle sčítání lidu z roku 2010 zde žilo 46 478 obyvatel. Podle sčítání lidu v roce 2000 ve městě sídlilo 42 514 obyvatel, 18 670 domácností a 9 968 rodin. Hustota zalidnění byla 982,3 obyvatel na km².

### Rasové složení
- 83,7 % Bílí Američané
- 2,0 % Afroameričané
- 1,1 % Američtí indiáni
- 6,0 % Asijští Američané
- 0,4 % Pacifičtí ostrované
- 1,8 % jiná rasa
- 5,0 % dvě nebo více ras

Obyvatelé hispánského nebo latinskoamerického původu, bez ohledu na rasu, tvořili 6,3 % populace.

### Původ
- Německý – 15 %
- Irský – 11,3 %
- Anglický – 10 %
- Norský – 6 %
- Americký – 5,3 %

### Rodné jazyky
- Angličtina – 91,6 %
- Španělština – 2,9 %
- Vietnamština – 1,7 %

### Věk
- <18 let – 21,5 %
- 18–24 let – 11,9 %
- 25–44 let – 30,4 %
- 45–64 let – 22,9 %
- >64 let – 13,3 %
- průměrný věk – 36 let

## Osobnosti města
- Rachel Corrieová (1979–2003), americká aktivistka, členka Mezinárodní hnutí solidarity (ISM)

## Partnerská města
- Katō, Japonsko
- Olympie, Řecko